# AkzoNobel
AkzoNobel – międzynarodowe przedsiębiorstwo produkujące farby i produkty chemiczne, a do 2007 także farmaceutyczne. Jego siedziba znajduje się w Amsterdamie w Holandii. W 2010 roku zatrudniała około 49 560 osób.

## Lista krajów, w których prowadzi działalność
Przedsiębiorstwo prowadzi działalność w 80 krajach:
Algieria, Argentyna, Australia, Austria, Arabia Saudyjska, Bahrajn, Bangladesz, Białoruś, Belgia, Brazylia, Bułgaria, Kanada, Chile, Chiny, Kolumbia, Kostaryka, Chorwacja, Kuba, Cypr, Czechy, Dania, Ekwador, Egipt, Estonia, Filipiny, Finlandia, Francja, Grecja, Gwatemala, Hiszpania, Holandia, Indie, Indonezja, Iran, Irlandia, Izrael, Japonia, Katar, Korea Południowa, Kuwejt, Litwa, Luksemburg, Łotwa, Malezja, Maroko, Meksyk, Niemcy, Norwegia, Nowa Zelandia, Oman, Panama, Papua-Nowa Gwinea, Paragwaj, Peru, Polska, Portugalia, Rumunia, Rosja, Serbia i Czarnogóra, Singapur, Słowacja, Południowa Afryka, Sri Lanka, Stany Zjednoczone, Sudan, Szwecja, Szwajcaria, Syria, Tajwan, Tajlandia, Tunezja, Turcja, Ukraina, Urugwaj, Wenezuela, Węgry, Wielka Brytania, Wietnam, Włochy, Zjednoczone Emiraty Arabskie